# Bagh-e Eram
Bagh-e Eram  ligger i staden Shiraz och har omvandlats till en botanisk trädgård av Shiraz universitet sedan början på 1980-talet e.Kr. Trädgården är en av Irans mest välbesökta trädgårdar.
Bagh-e Eram ingår i Unesco världsarvet persiska trädgården som utsågs år 2011.

## Bilder

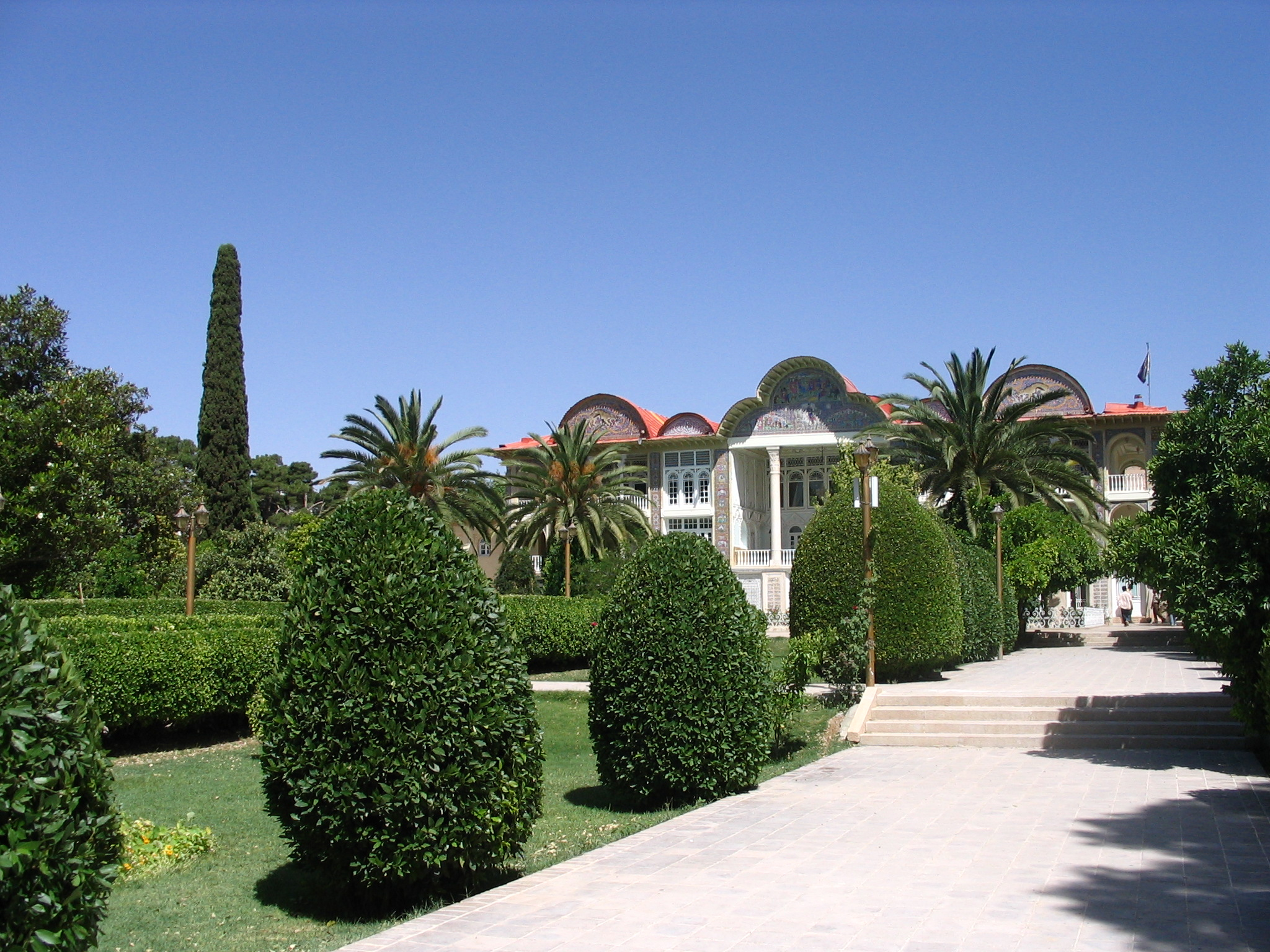
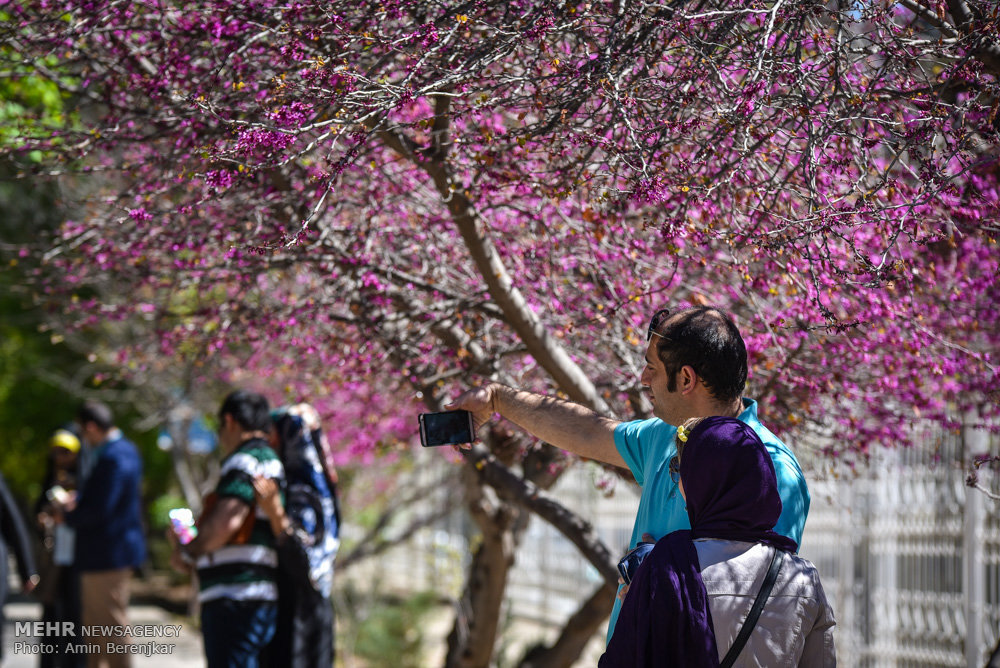
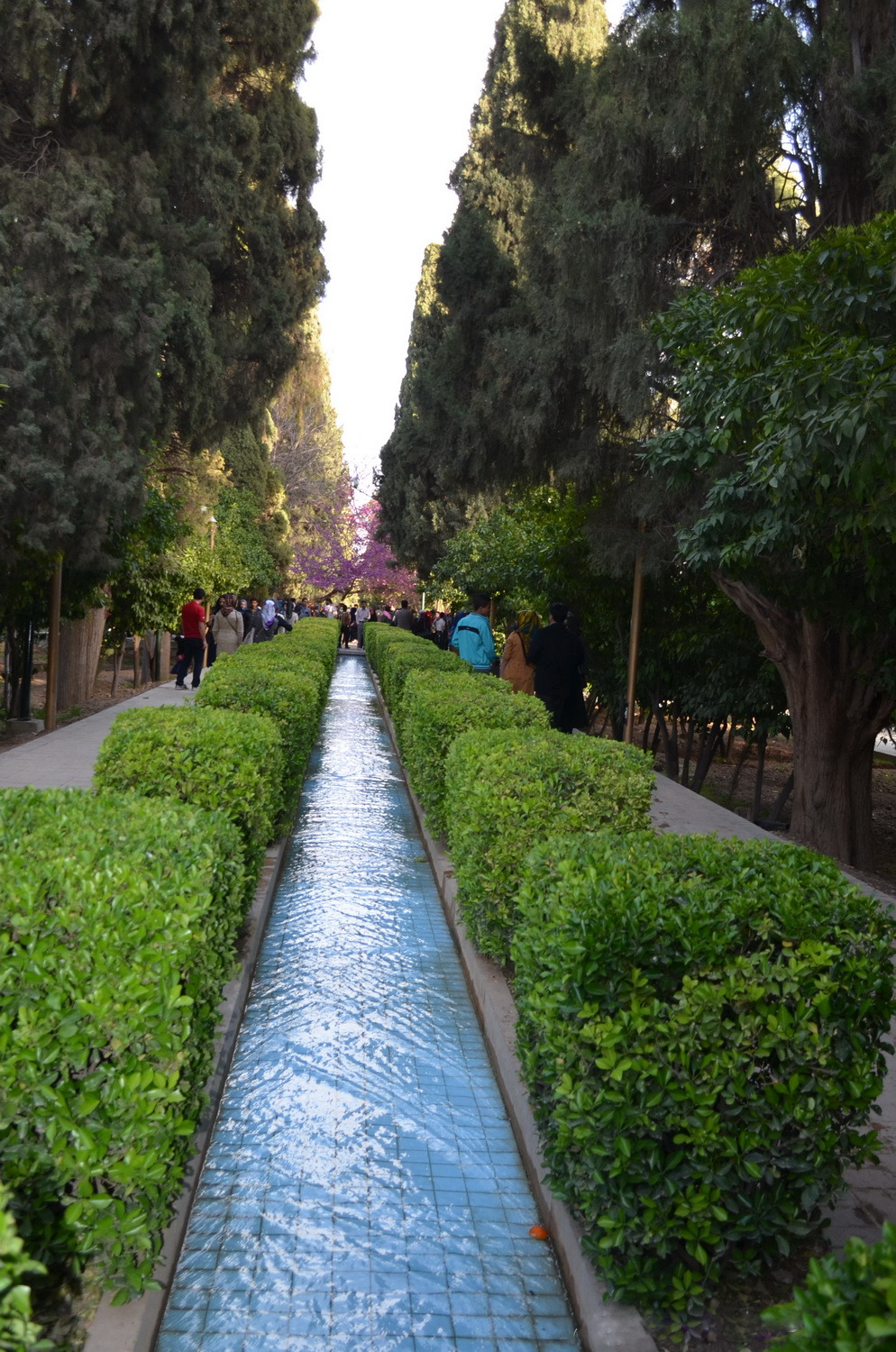
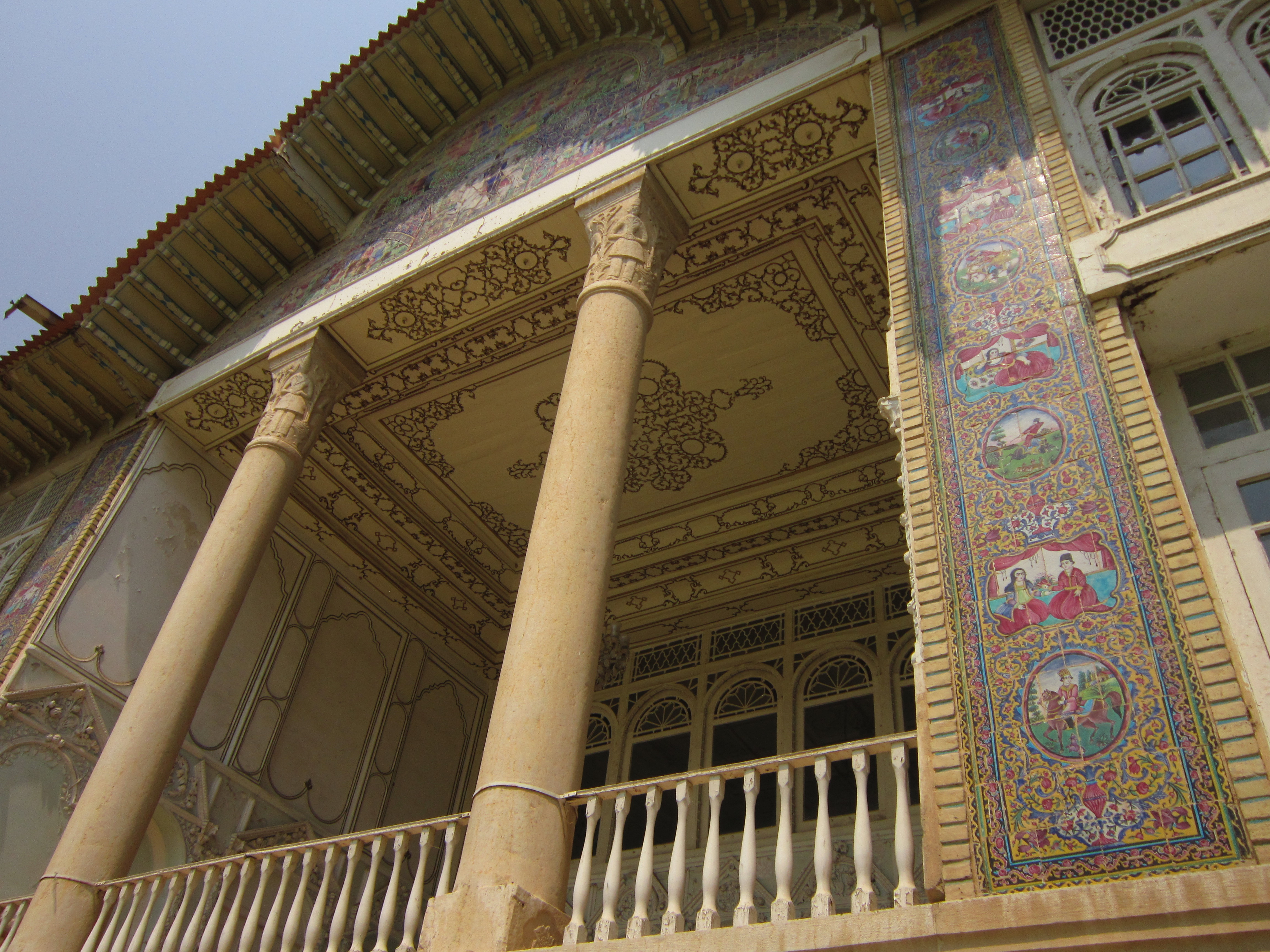